# Запастерніче
Запастерніче (пол. Zapasternicze) — село в Польщі, у гміні Ґрембошув Домбровського повіту Малопольського воєводства.
Населення — 139 осіб (2011).
У 1975-1998 роках село належало до Тарновського воєводства.

## Демографія
Демографічна структура станом на 31 березня 2011 року:
|          | Загалом | Допрацездатний вік | Працездатний вік | Постпрацездатний вік |
| -------- | ------- | ------------------ | ---------------- | -------------------- |
| Чоловіки | 69      | 17                 | 40               | 12                   |
| Жінки    | 70      | 15                 | 38               | 17                   |
| Разом    | 139     | 32                 | 78               | 29                   |